# صاریغ دم‌پشمالو
صاریغ دم‌پشمالو (نام علمی: Glironia venusta) نام یک گونه از تیره صاریغ است.